# Via Prenestina
Via Prenestina (en llatí Via Praenestina, en grec antic ἡ Πραινεστινή ὁδός) va ser el nom donat a la via romana construïda entre Roma i Praeneste, passant per Gabis, que tot seguit s'unia a la via Llatina a l'estació de Sub Anagnia.
No se sap quan es va construir, però probablement ja existia l'any 280 aC, o almenys ja hi havia un camí pavimentat que permetia el trajecte de manera regular.
Sortia de Roma per la Porta Esquilina. La primera part, de prop de 25 km, de Roma a Gabis, va portar el nom de Via Gabínia, nom que es va utilitzar els primers temps de la República, segons Titus Livi, i després va caure en desús, ja que Estrabó i l'Itinerari d'Antoní només usen el nom de via Prenestina. Durant el darrer període de la República, Gabis ja havia entrat en decadència, i Praeneste era una ciutat important, cosa que va facilitar el canvi de nom.
La via Prenestina es perllongava fins a Anagni, on s'unia a la via Llatina. Les estacions esmentades a l'Itinerari d'Antoní són:
- Gabii
- Praeneste
- Sub Anagnia.

També es descriu la via a la Taula de Peutinger.